# Ivan Ivanov-Vano
Pour les articles homonymes, voir Ivan Ivanov, Ivanov et Vano (homonymie).
Ivan Ivanov-Vano (en russe : Иван Иванов-Вано), également appelé Ivan Ivanov ou simplement Ivanov-Vano, est un réalisateur, scénariste, directeur artistique, animateur et chef décorateur soviétique, né le 27 janvier 1900 à Moscou (Empire russe) et mort le 25 mars 1987 à Moscou (Union soviétique).
Surnommé le « Patriarche de l'animation russe » ou le « Disney russe », il a fait partie des premiers créateurs de l'animation soviétique et russe.

## Biographie
Sa vie a fait l'objet d'une biographie écrite par Iouri Norstein à l'occasion du 110e anniversaire de sa naissance auquel ont contribué Natalia Nikolaïevna Abramova (ru), Marina Vadimovna Kourtchevskaïa (ru), Natalia Guennadievna Krivoulia (ru), Anatoli Alekseïevitch Petrov (ru), S. Sokolov. Édité par Galina Ivanovna Ivanova, sa fille, elle y apporte une grande quantité d'informations et de précisions sur la vie de son père.

### Enfant
Ivan Petrovitch Ivanov-Vano (en russe : Иван Петрович Иванов-Вано) est né le 27 janvier 1900 (8 février dans le calendrier grégorien) selon le calendrier julien en usage à cette époque à Okhotnyï Riad (ru) où actuellement se trouve la Place du manège. Son père, Piotr Ivanovitch Ivanov était enregistré comme paysan sans terre du gouvernement de Kalouga, Ouïezd de Medyne (ru), volost de Mejettchinsky (ru). Arrivé à Moscou vers 1870, il était devenu cordonnier et travaillait pour le propriétaire de l'immeuble où il habitait. Son épouse Elizaveta Mitrofanovna, avait donné naissance à sept enfants dont quatre avaient survécu au moment où Ivan Ivanovitch poussait son premier cri. Ainsi il se trouvait être le benjamin de la famille avec deux frères, Mikhaïl Ivanovitch et Nikolaï Petrovich, et deux sœurs, Evdokia Petrovna et Elizaveta Petrovna. Entre eux ils s'étaient donné des sobriquets: Dina pour Evdokia, Koko pour Nikolaï et plus tard Vania deviendra Vano, pseudonyme qu'il gardera toute sa vie. Sa mère travaillait comme journalière, allant de maison en maison pour les lavages et les travaux de couture qu'elle effectuait dans les cuisines ce qui permit à Vania qu'elle amenait sur son lieu de travail, de s'initier à des recettes qu'il exécuta plus tard, avec talent.
Dans ce quartier, ils habitaient, comme les autres pauvres, dans une construction sommaire donnant sur une cour intérieure avec dans le voisinage, des étudiants de l'Université de Moscou qui logeaient dans de petites chambres meublées à ou aux étages supérieurs des immeubles dont les rez-de-chaussée étaient souvent occupés par des librairies. Là, tout jeune, Ivan découvrit et admira les estampes de Nikolaï Dmitrievitch Bartram (ru), Nikolaï Kassatkine, Ilia Machkov, Sergueï Malioutine, Mikhaïl Mikechine, Vassili Polenov, Apollinaire Vasnetsov, Viktor Vasnetsov, des livres de contes, des épopées, des loubki édités par Ivan Sytine qui furent une source d'inspiration pour ses représentations théâtrales au sein de la famille. Par ailleurs, malgré leur condition, ses frères et ses sœurs s'intéressaient aux arts : Mikhaïl était attiré par la photographie, Evdokia qui suivra des cours avec le peintre Ilia Machkov et Elizaveta s'investissaient dans le théâtre où elles participaient à des spectacles amateurs donc, en quelque sorte, Ivan Petrovitch prit la suite tout en se démarquant : il se mit à dessiner et à peindre sur toutes sortes de supports avec les crayons et les peintures que lui donnaient des étudiants et Mikhaïl, son frère aîné, qui continuait à s'occuper de sa fratrie.
Son père, strict avec sa progéniture frappait ses enfants si, par exemple, l'un n'était pas prêt pour aller à l'office religieux mais il ne reste guère de souvenirs de celui-ci car il est parti et a abandonné sa famille. Les jours fériés, sa mère, très pieuse l'amenait au couvent de Novodievitchi puis au Champ de la jeune fille (ru) où, au milieu des baraques de la foire, il admirait les théâtres de marionnettes et les spectacles que donnaient les bouffons, que l'on retrouvera bien plus tard dans ses dessins animés (voir Le Petit Cheval bossu[Lequel ?] vers la 13e minute) où ils sont représentés d'une façon si pittoresque. Ces moments agréables passés au marché ont probablement ancré le goût qu'il a eu toute sa vie, où qu'il se trouve, pour se promener, regarder, rencontrer et discuter avec les vendeurs, marchander, acheter dans ces foires. Il était aussi subjugué par la beauté des offices religieux: il était capable de les réciter à tel point qu'un jour, dans les années 60, vers pâques, ne pouvant assister à une cérémonie à la laure de la Trinité-Saint-Serge à Zagorsk, il a pu, avec l'aide d'un ami, la célébrer, intégralement, de mémoire, dans la voiture qui les conduisait à leur rendez-vous. D'autre part, sa fille témoigne, qu'adulte il n'allait pas à l'église mais qu'il respectait la coutume de célébrer les fêtes orthodoxes. D'ailleurs  il se mariera dans la cour d'un monastère et en 1970, il utilisera des images d'icônes pour La Bataille de Kerjenets.

### Étudiant
Après avoir fréquenté l'école paroissiale où on lui a enseigné la langue maternelle, l'histoire, la géographie, les mathématiques et bien sûr les préceptes religieux, il en est sorti avec son diplôme pour être affecté à 14 ans au département junior de l'école de peinture, de sculpture et d'architecture de Moscou. Ayant quitté sa mère pour vivre dans la famille de sa sœur Evdokia, il a retrouvé dans cet établissement, Konstantine Vassilievitch Spasski, son beau-frère qui y était professeur depuis 1907. Là, en plus des matières enseignées dans l'école précédente, il devait y apprendre une langue étrangère et suivre une formation dans les disciplines particulières à cet établissement : dessin de portrait, de buste, de modèle vivant, copie de tableau ancien, nature morte.
En dehors des programmes scolaires il était passionné par le théâtre, le spectacle de ballet dont il connaissait des ballerines. Il a même essayé d'entrer au théâtre Maly pour y devenir comédien, le directeur, Veniamine Ivanovitch Tsygankov (ru) étant un de ses amis, mais en vain. Cependant cela n'a pas été sans conséquences car, plus tard, il a fait des croquis de costumes pour des pièces. Il était aussi passionné par la lecture d'auteurs tels que Sergueï Aksakov, Alexandre Dumas, Nikolaï Leskov, Nikolaï Nekrassov, Alexandre Pouchkine, Walter Scott, Ivan Tourgueniev, Jules Verne. À 16 ans, il acheta son premier livre, Anna Karénine, et plus tard il a découvert Aristophane et Sophocle. Il a gardé cet intérêt pour la lecture toute sa vie : il a écrit quelques livres et surtout fourni des illustrations à leurs éditeurs.
On lui connaissait un attachement pour un jouet d'artisanat traditionnel: un sifflet en argile qui peut faire penser aux jouets de Dymkovo et quand il a réalisé certaines animations avec des sujets en argile pour varier les mises en scène, il a dû y retrouver des souvenirs d'enfance.
Tout jeune, c'était un enfant vif et agité qui passait ses vacances d'été avec la famille de son frère aîné à Bogorodskoïe où, toute la journée il pêchait et parfois capturait des oiseaux, il courait et jouait pieds nus avec les enfants du village, au chat, au lapta (ru), aux gorodki. À partir de 14 ans, il les passait dans la famille de sa sœur à Barvikha où il s'était intégré à une société de ski (ru) avec des jeunes plus âgés que lui pour pratiquer l'athlétisme, le football, le hockey et le ski en hiver. Ensuite il a joué au basket-ball où il a atteint le summum en participant à un match international en 1926. En 1920, il a commencé le tennis et a participé au championnat de la maison du cinéma mais a dû s'incliner devant Nikolaï Ozerov. Au début de 1954, s'étant gravement blessé à la jambe, il a dû arrêter de pratiquer et se satisfaire de devenir supporter. De plus, il n'était pas seulement un pratiquant de sports mais il a aussi utilisé ses compétences professionnelles pour illustrer des livres et des couvertures de magazines sportifs, pour être, en 1927, directeur artistique d'un des premiers dessins animés consacré au sport : La Patinoire. Pour ses 70 ans, la direction de la société de ski lui a remis un certificat de vétéran.

### Formation professionnelle au Svomas puis au Vkhoutemas
En 1918, tout en travaillant comme dessinateur puis comme dessinateur architecte au département de la construction de l'administration des transports de Moscou, il a poursuivi ses études dans les ateliers d'art libres d'État, Svomas, qui à cette époque avaient été divisés en deux : le premier était réservé à la peinture et à la sculpture, le second à l'architecture et à la polygraphie où il a retrouvé Vladimir Andreïevitch Favorski (ru), Ilia Machkov en tant que professeurs et un ami Aleksandr Dmitrievich Korine (ru) dont sa fille, Galina, a souligné l'influence sur son père. En 1920, ces deux écoles, sous la pression des étudiants, ont été regroupées en une seule dont le nom était l'acronyme Vkhoutemas. Il y a poursuivi sa formation jusqu'à son terme en 1923, où il a obtenu son diplôme de fin d'études. Alors qu'il pensait passer sa vie à illustrer des livres et des magazines, Vladimir Grigorievitch Souteïev (ru) l'a entraîné à l'Institut supérieur cinématographique, (ГТК), (c'est ainsi qu'il s'appelait à cette époque) où il a été accepté après un examen dont Madame Iekaterina Eriomkina donne la teneur dans l'article qu'elle a écrit sur Ivan Ivanov-Vano . Là, il a commencé, avec d'autres artistes issus de Vkhoutemas, en réalisant le premier dessin animé soviétique La Chine en feu. La Mécanique du cerveau qui a suivi, est un documentaire où il a travaillé pour des inserts animés.

### Il travaille pour Mejrabpom-Rous et Mejrabpomfilm
Avant fin 1926, il rejoignait l'équipe de Mejrabpom-Rous dirigée par Moïsseï Nikiforovitch Aleïnikov (ru) où il utilisait une caméra Pathé modèle B, inventée par Pierre-Victor Continsouza, louée à Piotr Vassilievitch Mossiaguine (ru). Ils surnommaient ce lourd appareil de 8 kilogrammes le Pathé Chameau car les deux bobines qui le surmontaient lui faisaient deux bosses. Avec, ils ont pu réaliser deux films pédagogiques : le premier sur L'Industrie du verre et de la porcelaine et le second sur l'utilisation de l'avion pour protéger les cultures contre les parasites ou pour répandre de l'engrais.
Mais à la fn de 1926, l'usine brûla et ils sont allés poursuivre leur travail dans une écurie où l'on a fait des aménagements de fortune pour qu'ils puissent continuer. Ils ont continué accompagnés par le hennissement des chevaux en bruit de fond ce qui les a sans doute inspirés pour créer en 1929, le dessin animé Les Aventures de Munchausen et plus tard, après avoir eu l'opportunité d'avoir pu bien observer ces animaux, de dessiner les mouvements gracieux du Petit Cheval bossu. Monsieur Mossiaguine ayant récupéré son « chameau », ils se sont offert une caméra Debrie Parvo. "Vano" s'est inspiré d'un poème de Vladimir Maïakovski pour réaliser sa première œuvre sonorisée, un dessin animé de 7 minutes, Black and White dont le titre original n'est pas en russe mais en anglais car l'histoire illustre le racisme aux États-Unis. Ce court métrage a été suivi par Le Tsar Dourandaï dont les dessins étaient exécutés sur du papier et non sur celluloïd comme dans l'usine Disney. C'était le début d'une longue série de dessins animés basés sur des contes de fées et à cette occasion l'équipe avait visité le Musée du jouet à Serguiev Possad (ru) afin de trouver des idées pour représenter les personnages.
Pendant qu'il travaillait à Mejrabpom-Rous et à Mejrabpomfilm, en 1926, il avait rencontré Tatiana Borissovna Bekker, âgée de 24 ans. Il se marièrent dans l'enceinte du monastère de la Conception en 1928. Son épouse, par sa mère Anna Andreïevna, cousine de l'actrice et révolutionnaire Maria Andreïeva, appartenait à la noble famille des Iourkovski. Le beau-père d'Ivan Ivanovitch, Boris Valentinovitch Bekker, était un grand ingénieur ferroviaire russe et soviétique, l'un des dirigeants du parti des cadets à Vologda et un "homme de haute culture" qui a initia son genfre à l'art russe ancien, à la peinture d'icônes et à la culture de l'Âge d'argent. De cette union naîtra, en 1932, Galina Ivanovna qui deviendra archiviste.

### Il travaille pour Soiouzmoultfilm
Créé le 10 juin 1936, le studio Soiouzmoultfilm absorba les équipes de Sovkino, Mosfilm et Mejrabpomfilm, le nouveau nom de Mejrabpom-Rous depuis 1928, et par conséquent absorba Ivan Ivanov-Vano qui, au bout d'un stage de trois mois, est devenu rapidement un des principaux réalisateurs du studio. En 1939, alors qu'il avait déjà réalisé plusieurs films dont Kotofeï Kotofeïevitch, Les Trois Mousquetaires, Journal de satire politique n°1, Le Menteur, il est licencié pour un retard de 6 minutes. Dans le tram, il rencontra Lev Koulechov qui était professeur à l'Institut national de la cinématographie, (Cet établissement a changé sept fois de nom entre 1919 et 2015), qui lui suggéra d'organiser un atelier pour les dessinateurs de films d'animation : il accepta et créa cette structure qui existe toujours. Soiouzmoultfilm le réintégra et il y est resté jusqu'à la fin de sa carrière en 1986.
En 1939, il dirigea le court métrage d'animation Moïdodyr où s'inspirant des illustrations de Vladimir Mikhaïlovitch Konachevitch (ru) et de Vladimir Vassilievitch Lebedev dans des livres pour enfants, il s'éloigna de l'esthétique de l'usine Disney pour donner à ses productions une expression correspondant mieux au goût national. À partir de la même année, il se mit à enseigner au VGIK où on ne lui délivra le titre de professeur qu'en 1952. Il eut comme élève, entre autres, l'animateur bulgare Todor Dinov (bg) mais aussi Sergueï Aleksandrovitch Alimov (ru), Siouzanna Kazimirovna Bialkovskaïa (ru), Francesca Iarboussova, Evgueni Tikhonovitch Migounov (ru), Lev Issaakovitch Miltchine (ru), Alexandre Petrov, Anatoli Panteleïmonovitch Sazonov (ru), Stanislav Sokolov, Marina Alekseïevna Sokolova, Alina Alekseïevna Spechneva (ru), Arkadi Gueorguievitch Tiourine (ru).
Pendant la Grande guerre patriotique le studio de Soiouzmoultfilm fut déménagé à Alma-Ata où avec ses collaborateurs et ses élèves, il travailla dans des conditions précaires, peindre à l'aquarelle dans des salles de classe pas chauffées par exemple. En 1943, le studio revint à Moscou mais durant les années de guerre la réalisation de films était très lente en raison du manque de matériel, du travail perturbé par le contexte, du manque de personnel à cause de la mobilisation et des pertes humaines, des économies faites par la production et du manque de ressources. En conséquence, de 1940 à 1945, il réalisa peu et par nécessité des films destinés, au minimum, à entretenir un esprit combatif chez ses compatriotes.
La Paix revenue, en 1945, il eut l'idée de créer un dessin animé basé sur le conte de Piotr Erchov, Le Petit Cheval bossu. Après deux années de travail acharné exploitant les ressources du patrimoine traditionnel russe : jouets, architecture, estampes, peintures, miniatures, le film sortit en 1947 avec beaucoup de succès et les employés du producteur Walt Disney purent aussi le voir car l'on organisa une projection à leur intention. Ce film de 57 minutes fut sélectionné pour obtenir le prix Staline du 3e degré mais les membres de la commission ne l'aimèrent pas. Les négatifs de l'original s'étant mal conservés, il en réalisa une seconde version en 1975.
Il pousuivit son activité professionnelle à Soiouzmoultfilm jusqu'en 1986. Il avait alors 86 ans et avait réalisé un nombre record de longs métrages d'animation pour l'URSS. Alors que la production de Walt Disney puisait son inspiration dans le patrimoine germanique et anglais et visait un large public, Ivanov-Vano puisa son inspiration dans le vaste fonds des contes écrits par des écrivains en langue russe, dans des contes issus du folklore, dans le patrimoine de la poésie russe en privilégiant les aspects poétiques et artistiques. Comme pour Le Petit Cheval bossu, un conte en vers appartenant à la littérature, il adapta Alexandre Ostrovski pour La Fille des Neiges en 1952, Sergueï Mikhalkov pour Concert en forêt, adaptation de Deux copines et de Le Peintre d'éléphants, en 1953, Korneï Tchoukovski pour Moïdodyr en 1939 et en 1954, pour Le Soleil volé en 1943, Dmitri Mamine-Sibiriak pour Le Lièvre courageux en 1955, Samouil Marchak pour Douze mois en 1956, Alexis Nikolaïevitch Tolstoï pour Les Aventures de Bouratino, Vladimir Maïakovski pour Le Prolétaire volant en 1962, Nikolaï Leskov pour Gaucher en 1964, Mikhaïl Saltykov-Chtchedrine pour Comment un moujik a nourri deux généraux, Alexandre Pouchkine pour Le Conte du tsar Saltan en 1984 et Le Conte de la princesse morte et des sept bogatyrs en 1951. Cette histoire ressemble à celle de Blanche Neige dont les nains auraient été remplacés par sept chevaliers dont les individualités ne sont pas aussi caractérisées que celles des nains du dessin animé produit par Walt Disney.
Ses dessins animés étaient aussi basés sur des contes populaires comme Il était une fois un royaume adaptation de Sur ordre du brochet (ru) en 1957, Allez-y, je ne sais où adaptation de Allez là-bas-je ne sais pas où, apportez ça-je ne sais pas quoi en 1966, Les Oies sauvages en 1949 dont les décors avec l'isba, le torrent, la télègue, le four, les chemins se perdant en se faufilant au sein de forêts profondes, lui ont sans doute été inspirés par son séjour dans la maison de repos de Chtchelykovo (ru)
D'autres réalisations ont accompagné des œuvres musicales de Piotr Ilitch Tchaïkovski avec Les Saisons où il utilisa Automne et Troïka, en 1969, de Nikolaï Rimski-Korsakov avec La Bataille de Kerjenets d'après l'opéra La Légende de la ville invisible de Kitège et de la demoiselle Fevronia en 1970, d'Anatoli Liadov avec Le Lac enchanté d'après Baba-Yaga, Kikimora et Le Lac enchanté en 1979.
Il prenait son travail très à cœur et se querellait souvent avec ses collègues et la hiérarchie. En 1970, alors qu'il allait réaliser La Bataille de Kerjenets, le directeur du studio refusant d'inclure Iouri Norstein au générique, Ivan Ivanov s'emporta et brisa son verre avec un bâton qui se trouvait sur la table. Il obtint ce qu'il voulait mais son caractère entier avait déjà entraîné sa mutation dans un studio de marionnettes en 1960 où directeur artistique, il avait pu élargir son expérience et l'éventail des moyens techniques pour réaliser des films d'animation : par exemple le loubok pour Gaucher, peintures d'icônes et peintures de fresques pour La Bataille de Kerjenets, jouets de Dymkovo pour Les Saisons et Allez-y, je ne sais où, dentelle pour Les Saisons, Avant-garde russe, stéréoscopie pour Le Lac enchanté, marionnettes pour Allez-y, je ne sais où et Le Lac enchanté, papiers pliés pour Le Prolétaire volant.

Il est mort le 25 mars 1987 à Moscou des suites d'une courte maladie. Il repose désormais au cimetière de Novodievitchi, parcelle n° 4, au côté de son épouse qui l'avait précédé en 1982. Sur la stèle on peut voir qu'ils ont été rejoints par leur fille, Galina, qui a disparu le 4 avril 2019.

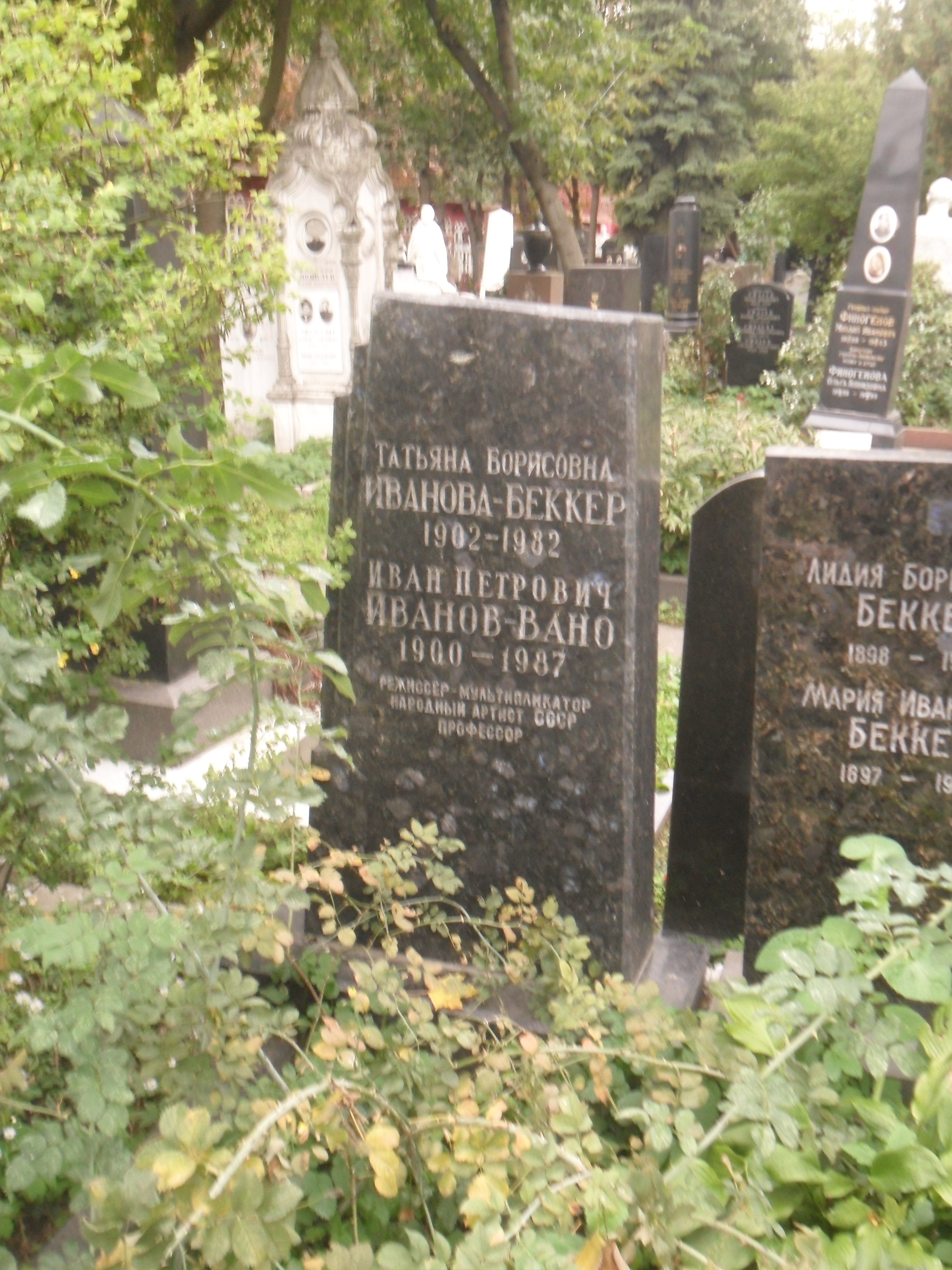
Tombe d'Ivan Ivanov-Vano et de sa famille

### Remarque
La partie de cette page consacrée à sa biographie est largement alimentée par les cinq premières pages de l'ouvrage cité en tête, en référence. Les autres pages ne sont pas consultables en ligne ce qui explique que son enfance soit plus documentée. On y a inséré des renseignements sur son existence postérieure pour montrer combien il avait profité de ses premiers apprentissages pour les réinvestir dans sa vie professionnelle, dans sa vie d'adulte.

### Autres fonctions
Il devint membre du parti communiste en 1951 et membre du conseil d'administration de l'ASIFA, Association internationale du film d'animation à partir de 1962.

## Filmographie

### Réalisateur
- 1927 : Senka, l'africaine (ru) avec Daniil Iakovlevitch Tcherkes (ru) et Iouri Aleksandrovitch Merkoulov (ru)
- 1929 : Ecoutez! Ecoutez! Moscou parle... (en russe : Слушайте! Слушайте! Говорит Москва...1929) [10]
- 1929 :  Le Premier Plan quinquennal (en russe : Первый план пятилетки) dessin animé accompagnant le rapport de Valerian Kouïbychev
- 1930 : Cécité nocturne (en russe : Куриная слепота)
- 1932 : Black and White (ru) avec Leonid Alekseïevitch Amalrik (ru)
- 1933 : La Croix-Rouge secourue (en russe : Красный крест выручил)
- 1934 : Le Tsar Dourandaï (ru) avec Valentina Semionovna Broumberg (ru) et Zinaïda Semionovna Broumberg (ru)
- 1935 : La Libellule et la Fourmi[11] avec Valentina Semionovna Broumberg et Zinaïda Semionovna Broumberg
- 1937 : Kotofeï Kotofeïevitch (ru)
- 1938 : Les Trois Mousquetaires (ru)
- 1938 : Journal de satire politique n°1 (ru) film à sketchs avec Samouraï japonais, (en russe : Японские самура) dirigé par Aleksandr Vassilievitch Ivanov (ru), Quatre déclarations, (en russe : Четыре заявления) dirigé par Dmitri Naoumovitch Babitchenko (ru),Le Bon Héraut, (en russe : Добрый вестник) dirigé par Ivan Petrovitch Ivanov-Vano et Politique de non intervention, (en russe : Политика невмешательства) dirigé par Leonid Alekseïevitch Amalrik et Vladimir Polkovnikov
- 1938 : Le Menteur (ru)
- 1939 : Moïdodyr (ru)
- 1940 : Ivas (ru)
- 1941 : La Botte fasciste ne foulera pas le sol de notre patrie (ru) avec Aleksandr Vassilievitch Ivanov
- 1941 : Journal de satire politique n°2 (ru) film à sketchs avec Que veut Hitler ?, (en russe : Чего Гитлер хочет?) dirigé par Ivan Petrovitch Ivanov-Vanо, La Baie des pirates fascistes, (en russe : Бей фашистских пиратов) dirigé par Olga Khodataïeva, Battre l'ennemi à l'avant et à l'arrière, (en russe : Бей врага на фронте и в тылу) dirigé par Valentina Semionovna Broumberg et Zinaïda Semionovna Broumberg, Une poignée de main ferme, (en russe : Крепкое рукопожатие) dirigé par Aleksandr Vassilievitch Ivanov.

Ces quatre courts métrages peuvent être visionnés dans le site
- 1943 : Le Soleil volé (ru)
- 1945 : Le Conte d'hiver (ru)
- 1947 : Le Petit Cheval bossu avec Viktor Alekseïevitch Gromov (ru) et Alexandra Snejko-Blotskaïa
- 1949 : Les Oies sauvages (ru) avec Aleksandra Gavrilovna Snejko-Blotska
- 1949 : Une autre voix (dessin animé) (ru)
- 1951 : Le Conte de la princesse morte et des sept bogatyrs (dessin animé) (ru)
- 1952 : La Fille des Neiges (appelée aussi Snegourotchka)
- 1953 : Concert en forêt (ru)
- 1954 : Moïdodyr (ru), remake avec couleurs
- 1955 : Le Lièvre courageux (ru)
- 1956 : Douze mois avec Mikhaïl Alekseïevitch Botov (ru)
- 1957 : Il était une fois dans un royaume... (ru)
- 1957 : Chanson de l'amitié (ru) avec Mikhaïl Alekseïevitch Botov
- 1959 : Les Aventures de Bouratino avec Dmitri Babitchenko (ru)
- 1959 : La Route au printemps (en russe : Дорога весны) avec Lev Atamanov et Dmitri Babitchenko[13]
- 1962 : Le Prolétaire volant (ru) avec Iossif Iakovlevitch Boïarski (ru)
- 1964 : Gaucher
- 1965 : Comment un moujik a nourri deux généraux (ru) avec Vladimir Petrovitch Danilevitch (ru)
- 1966 : Allez-y, je ne sais où (ru) avec Vladimir Petrovitch Danilevitch
- 1967 : La Légende du géant maléfique[14] avec Vladimir Petrovitch Danilevitch
- 1969 : Les Saisons (ru) avec Iouri Norstein
- 1970 : La Bataille de Kerjenets avec Iouri Norstein
- 1972 : Ave Maria (ru) avec Vladimir Petrovitch Danilevitch
- 1973 : La santé commence à la maison (en russe : Здоровье начинается дома, 1973)[15]
- 1975 : Le Petit Cheval bossu avec Boris Petrovitch Boutakov (ru)
- 1979 : Le Lac enchanté (ru) avec Iossif Iakovlevitch Boïarski
- 1984 : Le Conte du tsar Saltan avec Lev Issaakovitch Miltchine (ru)

### Scénariste
- 1934 : Le Tsar Dourandaï avec Valentina Semionovna Broumberg, Zinaïda Semionovna Broumberg et Aleksandr Lvovitch Kours (ru)
- 1935 : La Libellule et la Fourmi  avec Valentina Semionovna Broumberg et Zinaïda Semionovna Broumberg
- 1938 : Journal de satire politique n°1 avec Leonid Alekseïevitch Amalrik, Dmitri Naoumovitch Babitchenko, Aleksandr Vassilievitch Ivanov et Vladimir Polkovnikov
- 1938 : Les Trois Mousquetaires avec Gueorgui Sergueïevitch Beriozko (ru)
- 1938 : Le Menteur avec Gueorgui Sergueïevitch Beriozko
- 1939 : Moïdodyr
- 1941 : Journal de satire politique n°2 avec Valentina Semionovna Broumberg, Zinaïda Semionovna Broumberg, Aleksandr Vassilievitch Ivanov et Olga Khodataïeva
- 1941 : La botte fasciste ne foulera pas le sol de notre patrie avec Aleksandr Vassilievitch Ivanov
- 1943 : Le Soleil volé avec Emmanouïl Iakovlevitch Dvinski (ru)
- 1945 : Le Conte d'hiver avec Evgueni Schwartz
- 1949 : Oies de Chine avec Aleksandra Gavrilovna Snejko-Blotska
- 1951 : Le Conte de la princesse morte et des sept bogatyrs avec Iouri Karlovitch Olecha
- 1952 : La Fille des Neiges avec Aleksandra Gavrilovna Snejko-Blotska et Oleg Leonidovitch Leonidov (ru)
- 1954 : Moïdodyr
- 1955 : Le Lièvre courageux
- 1957 : Chanson de l'amitié
- 1964 : Gaucher
- 1965 : Comment un moujik a nourri deux généraux avec Alekseï Dmitrievitch Simoukov (ru)
- 1967 : La Légende du géant maléfique
- 1969 : Les Saisons
- 1970 : La Bataille de Kerjenets
- 1972 : Ave Maria''
- 1975 :  Le Petit Cheval bossu avec Anatoli Alekseïevitch Volkov
- 1979 : Le Lac enchanté
- 1984 : Le Conte du tsar Saltan avec Lev Issaakovitch Miltchine
- 1986 : Le Coq et le Boyard (ru) de Lev Issaakovitch Miltchine

### Directeur artistique
- 1926 : La Mécanique du cerveau de Vsevolod Poudovkine avec Iouri Aleksandrovitch Merkoulov  (séquences)
- 1927 : La Patinoire (ru) de Youri Jeliaboujski avec Daniil Iakovlevitch Tcherkes
- 1931 : Quarante Cœurs (ru) de Lev Koulechov
- 1931 : Traverser une rue (ru) de Lev Atamanov et Vladimir Grigorievitch Souteïev (ru) avec Leonid Alekseïevitch Amalrik, Ivan Ivanovitch Beliakov (ru) et Piotr Nikolaïevitch Nossov (ru)
- 1933 : Pétrole (en russe : Нефть)
- 1941 : La botte fasciste ne foulera pas le sol de notre patrie avec Aleksandr Vassilievitch Ivanov
- 1944 : Le Téléphone de Mikhaïl Tsekhanovski avec Mikhaïl Tsekhanovski
- 1979 : Le Lac enchanté  avec Tamara Vladimirovna Poletika (ru)
- 1984 : Le Conte du tsar Saltan avec Lev Issaakovitch Miltchine

### Animateur
- 1925 : La Chine en feu (ru) de Nikolaï Petrovitch Khodataïev (ru), Zenon Petrovitch Komissarenko (ru) et Iouri Aleksandrovitch Merkoulov avec Valentina Semionovna Broumberg, Zinaïda Semionovna Broumberg, Olga Khodataïeva et Vladimir Grigorievitch Souteïev (ru) à l'animation.
- 1926 : La Mécanique du cerveau de Vsevolod Poudovkine avec Iouri Aleksandrovitch Merkoulov (séquences)
- 1929 : Les Aventures de Munchausen de Daniil Iakovlevitch Tcherkes (ru) avec Vladimir Grigorievitch Souteïev (ru) et Vera Alekseïevna Valerianova à l'animation
- 1931 : Quarante Cœurs (ru) de Lev Koulechov, une séquence
- 1933 : Pétrole

## Publications
- 1950 : Dessin animé (en russe : Рисованный фильм) édité par Goskinoïzdat[16]
- 1962 : Cinéma d'animation soviétique (en russe : Советское мультипликационное кино), édité par Connaissance (ru)
- 1980 : Image par image (en russe : Кадр за кадром), édité par Iskousstvo (ru)

## Distinctions
Il fut le lauréat de nombreux festivals.
- 14 avril 1944 : Ordre du Drapeau rouge du travail. Quotidien : Nouvelles des Soviets des députés ouvriers de l'URSS n° 90 du 15 avril 1944[17]
- 1948 : Diplôme d'honneur au 3e festival de Marienbad pour Le Petit Cheval bossu
- 15 septembre 1948 : Ordre du Drapeau rouge du travail. Quotidien : Nouvelles des Soviets des députés ouvriers de l'URSS n° 220 du 16 septembre 1948[18]
- 12 septembre 1957 : Artiste émérite de la république socialiste fédérative soviétique de Russie « pour services dans le domaine du cinéma soviétique ». Hebdomadaire : Gazette du Soviet suprême de la RSFSR n° 1 du 22 octobre 1957 [19]
- 1958 : Au Festival du film de toute l'Union (ru) à Moscou, au Cinéma Oudarnik (ru), premier prix dans la section films d'animation pour Il était une fois dans un royaume[20]
- 1958 : Au Festival international du film de Karlovy Vary, premier prix du meilleur film d'animation pour Il était une fois dans un royaume [20]
- 1960 : Au Festival du film de toute l'Union à Minsk, premier prix dans la section « films d'animation » pour Les Aventures de Bouratino partagé avec Dmitri Babitchenko [21]
- 1964 : Au Festival international du film documentaire et du film d'animation de Leipzig, diplôme honorifique dans la catégorie « films d'animation » pour Gaucher[22]
- 29 septembre 1969 : Artiste du peuple de la RSFSR « pour services dans le domaine de la cinématographie soviétique ». Hebdomadaire : Gazette du Soviet suprême de la RSFSR n° 40 du 2 octobre 1969 [23]
- 24 décembre 1970 : Prix d'Etat de la RSFSR du nom des frères Vassiliev (ru) pour Les Saisons[24], Gaucher [22] et Il était une fois dans un royaume[20]. Recueil de résolutions du Gouvernement de la RSFSR[25]
- 1970 : Au festival international des films d'animation à Mamaia, pélican d'argent pour Les Saisons [24]
- 1971 : Au Festival international du film de Karlovy Vary, prix pour La Bataille de Kerjenets meilleur film d'animation [26]
- 1972 : Au 5e Festival du film de toute l'Union à Tbilissi prix pour La Bataille de Kerjenets, meilleur film d'animation [26]
- 1972 : À Animafest Zagreb, grand prix pour La Bataille de Kerjenets partagé avec Iouri Norstein [26]
- 1974 : Au 7e Festival du Film de toute l'Union à Bakou, diplôme d'encouragement "Pour la noblesse du sujet et l'utilisation intéressante des dessins d'enfants" pour Chanson de l'amitié
- 1977 : Au 4e Festival international du film de Fajr, médaille de bronze au meilleur dessin animé dans la catégorie « films pour enfants » à Le Petit Cheval bossu. La page Wikipédia en russe cite comme référence la page 164 du numéro 2 de la revue Iskoustvo Kino parue en 1978.
- 8 février 1980 : Ordre de Lénine « pour de grands services rendus au développement du cinéma soviétique et à l'occasion du quatre-vingtième anniversaire de sa naissance ». Hebdomadaire : Gazette du Soviet suprême de la RSFSR n° 7 du 13 février 1980[27]
- 1985 : Au 18e Festival du film de toute l'Union à Minsk, prix «Pour l'adaptation cinématographique réussie d'un conte de fées classique russe», Le Conte du tsar Saltan
- 1985 : Au 14e Festival international du film de Moscou, prix du meilleur dessin animé pour Le Conte du tsar Saltan
- 4 octobre 1985 : Artiste du peuple de l'URSS « pour services rendus au développement du cinéma soviétique » Hebdomadaire : Gazette du Soviet suprême de la RSFSR n° 41 du 9 octobre 1985[28]

Erreur possible : Kinoglaz et divers sites russes affirment qu'il a obtenu le Prix spécial du jury au 4e Festival de Cannes en 1950 pour le court métrage Le Petit Cheval bossu. Or, il n'y a pas eu de Festival de Cannes en 1950, le 4e a eu lieu en 1951, et le site officiel du festival ne mentionne pas ce film.